# Gynodiastylis inepta
Gynodiastylis inepta är en kräftdjursart som beskrevs av Hale 1951. Gynodiastylis inepta ingår i släktet Gynodiastylis och familjen Gynodiastylidae. Inga underarter finns listade i Catalogue of Life.